# Ilja Michiejew
Ilja Andriejewicz Michiejew, ros. Илья Андреевич Михеев (ur. 10 października 1994 w Omsku) – rosyjski hokeista, reprezentant Rosji.

## Kariera
- Omskie Jastrieby (2011-2014, 2015)
  -  Jastrieby Omsk (2012/2013)
  -  Jermak Angarsk (2013/2014)
  -  Sokoł Krasnojarsk (2014/2015)
- Awangard Omsk (2015-2019)
  -  Saryarka Karaganda (2017)
- Toronto Maple Leafs (2019-2022)
- Vancouver Canucks (2022-)

Wychowanek Awangarda Omsk. Przez trzy sezony grał w rozgrywkach MHL w barwach drużyny Omskich Jastriebów, a także epizodycznie w lidze MHL-B. Ponadto grał w zespołach farmerskich w rozgrywkach WHL. W barwach seniorskiej drużyny Awangardu w rozgrywkach KHL występował od fazy play-off sezonu KHL (2014/2015). Tuż po tym, w kwietniu 2015 przedłużył kontrakt z tym klubem o dwa lata. Od tego czasu rozegrał cztery pełne sezony KHL, a w tym czasie w kwietniu 2017 prolongował umowę o dwa lata. Po jej upływie w maju 2019 podpisał kontrakt wstępujący z kanadyjskiej klubem Toronto Maple Leafs z rozgrywek NHL. W lipcu 2022 przeszedł do innego kanadyjskiego klubu w NHL, Vancouver Canucks, podpisując czteroletni kontrakt.
W reprezentacji seniorskiej Rosji uczestniczył w turnieju mistrzostw świata w 2018.

## Sukcesy
Klubowe
- Złoty medal MHL /  Puchar Charłamowa: 2013 z Omskimi Jastriebami
- Puchar Nadziei: 2014 z Awangardem Omsk
- Pierwsze miejsce w Dywizji Czernyszowa w sezonie zasadniczym: 2016, 2017 z Awangardem Omsk
- Pierwsze miejsce w Konferencji Wschód w sezonie regularnym: 2016 z Awangardem Omsk
- Pierwsze miejsce w Konferencji Wschód w fazie play-off: 2019 z Awangardem Omsk
- Finał KHL o Puchar Gagarina: 2019 z Awangardem Omsk
- Srebrny medal mistrzostw Rosji: 2019 z Awangardem Omsk

Indywidualne
- MHL (2013/2014):
  - Czwarte miejsce w klasyfikacji strzelców w sezonie zasadniczym: 34 gole[5]
    - Pierwsze miejsce w klasyfikacji strzelców zwycięskich goli meczowych w sezonie zasadniczym: 9 goli[6]

  - Ósme miejsce w klasyfikacji asystentów w sezonie zasadniczym: 37 asyst[7]
  - Piąte miejsce w klasyfikacji kanadyjskiej w sezonie zasadniczym: 71 punktów[8]
  - Dziewiąte miejsce w klasyfikacji +/− w sezonie zasadniczym: +37[9]
- KHL (2015/2016):
  - Najlepszy pierwszoroczniak tygodnia – 20 września 2015, 3 stycznia 2016
- KHL (2018/2019):
  - Mecz Gwiazd KHL
  - Złoty Kask (przyznawany sześciu zawodnikom wybranym do składu gwiazd sezonu)